# Eduardo Afonso Viana
Eduardo Afonso Viana né le 28 novembre 1881 à Lisbonne et mort le 21 février 1967 à Lisbonne est un peintre portugais. Il est passé maître dans l’art du modernisme. 

## Biographie
Eduardo Afonso Viana est le fils de José Afonso Viana et Maria das Dores Fonseca Viana
Il étudie à l'Académie des beaux-arts de Lisbonne, il est l'étudiant de Veloso Salgado et Columbano Bordalo Pinheiro.En 1905 Il interrompt ses cours pour se rendre à Paris, afin d'étudier avec Jean-Paul Laurens l'un des derniers exposants du style académique français.  A Paris, il est en relation avec Manuel Bentes et Manuel Jardim peintres et autres adeptes de Laurens. Il revient au Portugal entre 1915-1916, à cause de la première guerre mondiale et il vit à la Vila do Conde au nord du Portugal avec des amis peintres Sonia et Robert Delaunay. Sonia Delaunay met ce rapprochement à profit pour étudier le mouvement artistique de Viana.
Dix ans plus tard, en 1925, il revient au Portugal. C'est à cette période que son développement artistique atteint son plus haut niveau comme le démontrent ses œuvres de nu et de paysages.
Il reçoit le prix Colomban en 1941 et 1947, le Grand Prix de peinture Gulbenkian en 1957 puis le Prix national de peinture en 1965.
Eduardo Viana se marie deux fois au cours de sa vie. La première union est avec Mily Possoz artiste peintre portugaise de son état. Ils ont une fille qu'ils prénomment Josefa Pereira Viana. Son second mariage est avec Noémia Duarte Ramos, il n’a aucune descendance de ce côté-là. 

## Courants artistiques
Il est l’un des pionniers du modernisme portugais. Il a pour habitude de ne pas représenter fidèlement ce qu'il voit, il a plutôt tendance à dessiner des équivalents picturaux. 

## Œuvres majeures
- Louça de Barcelos 1915 (genre : nature morte)[6].

- A revolta das bonecas 1916 (genre: scène)[7].

- K4 Quadrado Azul 1916 (genre : nature morte)[4].

- La Petite 1916 (genre : figuratif)[4].

- Nu 1925 (genre : nu)[4].

- Composição 1947 (genre : nature morte)[6].

- Pousada de Ciganos 1923 (genre : paysage)[7].

- A ponte de D. Maria 1925 (genre : paysage)[6].

## Expositions artistiques
En 1957, il remporte le Grand Prix de Peinture à la première exposition des arts plastiques de la Fondation Calouste Gulbenkian à Lisbonne,. En 1965, il reçoit le prix national pour l'art. En 1919, il participe à l'exposition III des modernistes à Porto. En 1920, il tient sa première exposition personnelle encore à Porto à la Galerie Mercy, et une autre en 1921 celle-ci à Lisbonne. En 1923, il invite ses collègues Amadeo de Souza-Cardoso et  José Sobral de Almada Negreiros pour participer à l'exposition de la Société nationale indépendante des Beaux-Arts à Lisbonne. Il organise le premier Salon d'automne de la Société nationale des Beaux-Arts en 1925, où il expose huit œuvres majeures. En 1926, il participe au deuxième Salon d'Automne, à côté d’António Soares, José Tagarro et Carlos Botelho , entre autres. 